# Lida Jusupowa
Lidija Muchtarowna Jussupowa (oft Lida Jusupowa; russisch Лидия Мухтаровна Юсупова; englisch Lidia Yusupova; * 19. September 1961, Grosny, UdSSR) ist eine russische Anwältin und Menschenrechtlerin. Für ihr Engagement in Tschetschenien erhielt sie mehrere internationale Auszeichnungen.

## Leben
Sie ist Tochter eines tschetschenischen Vaters und einer russischen Mutter.
Sie studierte zunächst Literatur, dann Jura an der Tschetschenischen Staatlichen Universität in Grosny.
Lidija Jussupowa wurde Dozentin an der Juristischen Fakultät und Mitglied des Anwaltskollegiums der Republik Tschetschenien.
Seit dem zweiten Tschetschenienkrieg 2000 engagierte sie sich verstärkt für die Opfer. Sie wurde Vorsitzende der Menschenrechtsorganisation Memorial in Tschetschenien. Sie beriet und vertrat Geschädigte oft auch kostenlos und sprach in der Öffentlichkeit über die begangenen Verbrechen.
Heute ist sie Koordinatorin des Rechtsberatungszentrums von Memorial in Moskau.

## Auszeichnungen
- 2004 Martin Ennals Award[1]
- 2005 Thorolf-Rafto-Gedenkpreis[2]
- 2006 Nominierung für den Friedens-Nobelpreis[3]